# کارول فردریکس
کارول فردریکس (انگلیسی: Carole Fredericks؛ ۵ ژوئن ۱۹۵۲ – ۷ ژوئن ۲۰۰۱) یک موسیقی‌دان اهل ایالات متحده آمریکا بود. وی بین سال‌های ۱۹۷۳ تا ۲۰۰۱ میلادی فعالیت می‌کرد.